# Nordwestlich Heinitz
Nordwestlich Heinitz este o arie protejată (arie specială de conservare — SAC, sit de importanță comunitară — SCI, arie de protecție specială avifaunistică — SPA) din Germania întinsă pe o suprafață de 109 ha, integral pe uscat.

## Localizare
Centrul sitului Nordwestlich Heinitz este situat la coordonatele 49°19′56″N 7°07′41″E / 49.3322°N 7.1281°E.

## Înființare
Situl Nordwestlich Heinitz a fost declarat sit de importanță comunitară în februarie 2004 pentru a proteja 12 specii de animale. Alte tipuri de protecție:
- arie de protecție specială avifaunistică (în septembrie 2006)[3]
- arie specială de conservare (în aprilie 2017)[2][4][5]

## Biodiversitate
Situată în ecoregiunea continentală, aria protejată conține 3 habitate naturale: Lacuri eutrofice naturale cu vegetație de tip Magnopotamion sau Hydrocharition, Păduri de fag Luzulo-Fagetum, Păduri de stejar sau de stejar și carpen sub-atlantice și medio-europene de Carpinion betuli.
La baza desemnării sitului se află mai multe specii protejate:
- păsări (8): pescăruș albastru (Alcedo atthis), prepeliță (Coturnix coturnix), ciocănitoarea de stejar (Dendrocopos medius), ciocănitoare neagră (Dryocopus martius), Hippolais polyglotta, sfrâncioc roșiatic (Lanius collurio), ciocănitoare verzuie (Picus canus), Rallus aquaticus aquaticus
- amfibieni (2): izvoraș-cu-burta-galbenă (Bombina variegata), triton cu creastă (Triturus cristatus)
- nevertebrate (2): Coenagrion mercuriale, rădașcă (Lucanus cervus)

Pe lângă speciile protejate, pe teritoriul sitului au mai fost identificate 11 specii de plante, 3 specii de amfibieni, 23 de specii de nevertebrate, 2 specii de reptile.